# Deanna Troi
Deanna Troi is een personage uit de televisieserie Star Trek: The Next Generation (TNG), gespeeld door de actrice Marina Sirtis.
Deanna is ook te zien in diverse Star Trek films en met gastrollen in de series Star Trek: Voyager, Star Trek: Enterprise en Star Trek: Picard.

## Biografie
Deanna Troi is geboren op 29 maart 2336 op de planeet Betazed als dochter van de ambassadeur van Betazed, Lwaxana Troi (een Betazoid), en de Starfleet-luitenant Ian Andrew Troi (een mens).
Deanna studeerde af aan de Universiteit van Betazed als psychologe, en in 2364 scheepte ze in op de USS Enterprise-D als scheepsadviseur.
In 2379 trouwde Troi met (inmiddels) kapitein William T. Riker.